# Мадс Германсен
Мадс Германсен (дан. Mads Hermansen, нар. 11 липня 2000, Оденсе, Данія) — данський футболіст, воротар англійського клубу «Вест Гем Юнайтед» та національної збірної Данії.

## Ігрова кар'єра

### Клубна
Мадс Германсен є вихованцем клубу «Брондбю». Де він почтнав грати у молодіжній команді. Після того, як команду залишив німецький воротар Марвін Швабе Германсен став основним голкіпером команди. 18 липні 2021 року він зіграв свою першу гру в основі. І вже в свій дебютний сезон Германсен став переможцем чемпіонату Данії.
18 липня 2023 року Германсен підписав п'ятирічний контракт з англійським клубом «Лестер Сіті».
9 серпня 2025 року, данець перейшов до іншої англійської команди «Вест Гем Юнайтед».

### Збірна
З листопада 2020 року Генмансен є гравцем молодіжної збірно країни. Влітку 2021 року у складі молодіжної збірної Данії Мадс Германсен брав участь у молодіжній першості Європи. Але турнір провів у якості резервного воротаря.

## Досягнення
Брондбю
 Чемпіон Данії: 2020/21